# Église Saint-Pierre de Vassincourt
Pour les articles homonymes, voir Église Saint-Pierre.
L'église Saint-Pierre est une église catholique située à Vassincourt, en France.

## Localisation
L'église est située dans le département français de la Meuse, sur la commune de Vassincourt.

## Historique
L'édifice est classé au titre des monuments historiques par la liste de 1846 puis en 1990.